# Ngablak (Dander)
Ngablak is een bestuurslaag in het regentschap Bojonegoro van de provincie Oost-Java, Indonesië. Ngablak telt 4284 inwoners (volkstelling 2010).